# Rosa konsinsciana
Rosa konsinsciana är en rosväxtart som beskrevs av Bess.. Rosa konsinsciana ingår i släktet rosor, och familjen rosväxter. Inga underarter finns listade i Catalogue of Life.